# Wahler Berg
Der Wahler Berg ist eine Binnendüne und Anhöhe in der Gemarkung Zons der niederrheinischen Stadt Dormagen in Nordrhein-Westfalen. Der gut neun ha große und östlich der Bundesstraße 9 gelegene Bereich ist als FFH-Gebiet mit der Kennung DE-4806-305 Bestandteil des europäischen Schutzgebietsnetzes Natura 2000. Außerdem liegt der Bereich im größeren Naturschutzgebiet Wahler Berg, Hannepützheide und Martinsee. Die Dünen von Dormagen entstanden vermutlich nach der Würm-Eiszeit vor rund 13.000 Jahren.

## Flora und Fauna
Die natürliche Flugsanddüne des Wahler Bergs hat eine besondere Flora und Fauna zu bieten. Zwischen offenen Sandflächen wachsen auf der Düne unter anderem Silbergrasfluren, Zwergstrauchheiden, Calluna-Heiden und Sand-Magerrasen. Teilflächen sind bewaldet.
Es leben dort Blindschleichen, Zauneidechsen, seltene Heuschreckenarten und Schmetterlinge, sowie Nachtigallen und andere seltene Tierarten.
Auch der Wahler Berg muss bewirtschaftet werden. So weiden dort regelmäßig Schafe, die die Grasnarbe kurz halten. Ohne Bewirtschaftung, wie sie schon seit über 100 Jahren stattfindet, würde auf dem Gebiet des Wahler Berges nach und nach ein Wald entstehen.